# Giocatori di rilievo della nazionale maschile di rugby a 15 dell'Italia
Sono qui di seguito elencati tutti i giocatori che hanno preso parte alle varie edizioni della Coppa del Mondo; sono inoltre menzionati quei giocatori protagonisti di episodi rilevanti che hanno visto protagonista la nazionale italiana, come per esempio quelli che conquistarono la Coppa FIRA 1995-97, i più rappresentativi di coloro che presero parte ai tour del 1973 in Africa meridionale e del 1980 nel Pacifico.
Nell'elenco figura anche Paolo Rosi (1924-97), già nazionale negli anni quaranta e cinquanta del XX secolo.
Poi passato alla carriera giornalistica come commentatore televisivo, Rosi disputò 12 incontri in nazionale maggiore e fu il primo italiano a essere invitato in una selezione internazionale europea per affrontare un XV dell'Inghilterra.
- Matías Agüero (2005-15)
- Anacleto Altigieri (1973-79)
- Rodolfo Ambrosio (1987-89)
- Orazio Arancio (1993-99)
- Giuseppe Artuso (1977-87)
- Stefano Barba (1985-93)
- Robert Barbieri (2006-17)
- Matteo Barbini (2002-07)
- Mario Battaglini (1940-51)
- Andrea Benatti (2001-03)
- Arturo Bergamasco (1973-78)
- Mauro Bergamasco (1998-2015)
- Mirco Bergamasco (2002-12)
- Valerio Bernabò (2004-16)
- Franco Berni (1985-89)
- Ottorino Bettarello (1958-61)
- Romano Bettarello (1953)
- Stefano Bettarello (1979-88)
- Cristian Bezzi (2003-05)
- Lucio Boccaletto (1969-75)
- Marco Bollesan (1963-75)
- Massimo Bonomi (1988-96)
- Stefano Bordon (1990-97)
- Marco Bortolami (2001-15)
- David Bortolussi (2006-08)
- Alessandro Bottacchiari (1991-92)
- Carlo Caione (1985-91)
- Rocco Caligiuri (1969-78)
- Gonzalo Canale (2003-13)
- Pablo Canavosio (2005-11)
- Massimiliano Capuzzoni (1993-95)
- Andrea Castellani (1994-99)
- Martín Castrogiovanni (2002-16)
- Sandro Ceppolino (1999)
- Carlo Checchinato (1990-2004)
- Franco Cioni (1967-70)
- Antonio Colella (1983-90)
- Oscar Collodo (1977-87)
- Walter Cristofoletto (1992-2000)
- Giambattista Croci (1990-98)
- Giancarlo Cucchiella (1973-87)
- Marcello Cuttitta (1987-99)
- Massimo Cuttitta (1990-2000)
- Denis Dallan (1999-2007)
- Manuel Dallan (1997-2004)
- Mauro Dal Sie (1993-96)
- Giampiero De Carli (1996-2003)
- Santiago Dellapè (2002-11)
- Andrea De Rossi (1999-2004)

- Raffaele Dolfato (1985-88)
- Diego Domínguez (1991-2003)
- Piermassimiliano Dotto (1993-94)
- Piergianni Farina (1987)
- Piermarcello Farinelli (1940-52)
- Tommaso Fattori (1936-40)
- Carlo del Fava (2004-11)
- Roberto Favaro (1988-96)
- Carlo Festuccia (2003-12)
- Bruno Francescato (1977-81)
- Ivan Francescato (1990-97)
- Nello Francescato (1972-82)
- Rino Francescato (1976-86)
- Elio Fusco (1960-66)
- Fabio Gaetaniello (1980-91)
- Antonio Galeazzo (1985-87)
- Ezio Galon (2001-08)
- Mauro Gardin (1981-88)
- Julian Gardner (1992-98)
- Mario Gerosa (1994-96)
- Alessandro Ghini (1981-88)
- Leonardo Ghiraldini (2006-)
- Serafino Ghizzoni (1977-87)
- Mark Giacheri (1992-2003)
- Massimo Giovanelli (1989-2000)
- Giovanni Grespan (1989-94)
- Paul Griffen (2004-09)
- Gianluca Guidi (1996-98)
- Marzio Innocenti (1981-88)
- Andrea Lo Cicero (2000-13)
- Fulvio Lorigiola (1979-88)
- Tito Lupini (1977-89)
- Roland de Marigny (2004-07)
- Luca Martin (1997-2002)
- Ramiro Martínez (2002-03)
- Massimo Mascioletti (1977-90)
- Andrea Masi (1999-2015)
- Matteo Mazzantini (2000-03)
- Francesco Mazzariol (1995-2004)
- Giampiero Mazzi (1998-99)
- Nicola Mazzucato (1995-2004)
- Giorgio Morelli (1975-88)
- Alejandro Moreno (1999-2008)
- Andrea Moretti (1997-2005)
- Alessandro Moscardi (1993-2002)
- Carlo Orlandi (1992-2000)
- Fabio Ongaro (2000-12)
- Paolo Paoletti (1972-76)

- Tino Paoletti (2000-01)
- Sergio Parisse (2002-)
- Mario Pavin (1980-87)
- Pierpaolo Pedroni (1989-96)
- Gert Peens (2002-06)
- Aaron Persico (2000-06)
- Javier Pértile (1994-99)
- Salvatore Perugini (2000-11)
- Ramiro Pez (2000-07)
- Matthew Phillips (2002-03)
- Francesco Pietrosanti (1987-93)
- Matt Pini (1998-2000)
- Giancarlo Pivetta (1979-93)
- Marco Platania (1994-96)
- Matteo Pratichetti (2004-11)
- Franco Properzi (1990-2001)
- Federico Pucciarello (1999-2002)
- Agostino Puppo (1972-77)
- Isidoro Quaglio (1970-76)
- Giovanni Raineri (1998-2003)
- Massimo Ravazzolo (1993-97)
- Kaine Robertson (2004-01)
- Stefano Romagnoli (1982-87)
- Fabio Roselli (1995-99)
- Paolo Rosi (1948-54)
- Guido Rossi (1981-91)
- Roberto Saetti (1988-91)
- Stefano Saviozzi (1998-2002)
- Diego Scaglia (1995-99)
- Andrea Scanavacca (1999-2007)
- Andrea Sgorlon (1993-99)
- Josh Sole (2005-11)
- Marko Stanojevic (2006-07)
- Cristian Stoica (1997-2007)
- Daniele Tebaldi (1985-91)
- Laurent Travini (1999-2000)
- Moreno Trevisiol (1988-94)
- Luigi Troiani (1985-95)
- Alessandro Troncon (1994-2007)
- Giorgio Troncon (1962-1972)
- Paolo Vaccari (1990-2003)
- Edgardo Venturi (1983-93)
- Manoa Vosawai (2007-14)
- Rima Wakarua (2003-05)
- Alessandro Zanni (2005-20)
- Gianni Zanon (1981-91)
- Nick Zisti (1999-2000)
- Sergio Zorzi (1985-92)